# Jonas Skabar
Jonas Skabar (16 novembre 2004) è uno sciatore alpino francese.

## Biografia
Sciatore polivalente attivo dal dicembre del 2020, Jonas Skabar ha esordito in Coppa Europa il 29 gennaio 2023 a Orcières in discesa libera (61º) e ai Mondiali juniores di Tarvisio 2025 ha vinto la medaglia d'oro nella combinata a squadre e nella gara a squadre; non ha debuttato in Coppa del Mondo e non ha preso parte a rassegne olimpiche o iridate.

## Palmarès

### Mondiali juniores
- 2 medaglie:
  - 2 ori (combinata a squadre, gara a squadre a Tarvisio 2025)